# سوق سعد قشرة

## النشاة
في قلب مدينة الخرطوم يوجد سوق له طابع مميز على مستوى السودان ويقع بقلب مدينة الخرطوم بحري على شارع (المعونة) الذي يعتبر من أكبر وأهم شوارع المدينة·· أنه سوق سعد قشرة.
من أين أتي اسم هذا الاسم؟
لم يكنْ يدور في أبعد خيالات اليماني / سعد صالح محمد، وهو الاسم الحقيقي للرجل الذي أَسمى سوق (سعد قشرة) به. وهو يأتي للسودان، في أول عهده، بأنّ الزمان يستبطنُ له الذكر الحسن، والصيت، والشهرة، حتى بعد مغادرته الدنيا. إذْ لمْ يكن له من حطام الدنيا حينها، إلا القليل القليل، بجانب بعض الدريهمات التي عادتْ عليه أرباحاً، وهو يُتاجر في (قشر البُنْ). والتجارة في (قِشْر البُن)، تجارة معروفة في اليمن، حيث يُغلى قشر البن هناك ويُشرب كما الشاي. هذه التجارة لها سندها عند (سعد صالح)، حيث تمتلك عائلته الكبيرة مزرعةً بمحافظة (زمّار) اليمنية. ومنها جاء بفكرة الاتجار في (قشر البُنْ)، ومن هذه التجارة بالذات جاء اسمه وصيته الذي عمّ أنحاء السودان الواسع، (سعد قِشرة)!! قالت ابنته أنّ والدها اكتسب الاسم منْ تجارته في (قشر البُن).
زواج سعد محمد صالح:
قالت ابنته أنّ أبيها قَدِم من اليمن واستقرَّ مباشرةً بمدينة الختمية ببحري، كان ذلك في أواسط الثلاثينيات، وتحديداً في العام (1936م)، وتزوج من ابنة عمّه (حُسنية)، وهي من أم سودانية وأب يماني، ثم ما لبث العم سعد قشرة أنْ انتقل سريعاً إلى بيته الحالي، قُبالة سوق سعد قشرة، والمطل على شارع المعونة بحري. كأحد المعالم التي دار بين جدرانها الكثير من تاريخ مدينة بحري. وهو ذات المنزل الذي أقام به منذ ذلك التاريخ، وإلى ميعاد وفاته عليه الرحمة في العام (1976)، حيث تمت مواراته الثرى بمقابر حلة خوجلي، وتجدر الإشارة إلى أنَّ سوق (سعد قشرة) قد أنشئ عام (1975).
شهرته، منْ أين؟ : -
بدأ (سعد قشرة) التجارة ب (كِنتين) صغير في مكان السوق الحالي (سعد قشرة)، كما ذكرت ابنته، يبيع فيه الفول المصري، حيث كانت (قِدرة) الفول ملتقى للعديد من الناس، وكانت أغلبية مواطني مدينة بحري، وبعض سكان الخرطوم في السبعينيات يأتون لأخذ الفول من قِدرة سعد قشرة، حيث لمْ يكن معروفاً ولا مقبولاً وقتها الأكل في المطاعم، إلا نادراً!! وقدرته هذه في نفس مكان سوق سعد قشرة حالياً. 
وعودة إلى تجارة سعد قشرة، واليمانيين بشكلٍ عام، قالت ابنته بأنّ أهلها اليمانيين نجحوا في التجارة في السودان؛ فقط لأنّهم كانوا مرنين جداً في التجارة، وكانوا يمنحون مثلاً الأطفال (بقشيشاً) عبارة عن حلوى مثلاً، إنْ هم اشتروا منهم ذلك، وهذا منْ شأنه أنْ يُحرضهم على شراء حاجياتهم منهم مرةً أخرى في حال أرسلهم أهاليهم لشراء شيء ما للأسرة، هذا إضافة إلى عدم جشعهم في سبيل الربح.

### التطور
قامت حكومة نميري بتطوير الخدمات في السوق أصبح المكان سوداناً مصغراً وتحولت الحوانيت فيه عام 1982 من اكشاك بالزنك إلى مباني بالطوب الأحمر والأسمنت، وقد أحدث هذا التطوير طفرة نقلت السوق من سوق شعبي إلى سوق حديث له شكل مميز وجذاب بعد أن غزته البضائع المستوردة وصار يضم أكثر من 745 محلاً تجارياً يجد فيها هذا السوق الذي يمثل وعاء طيب للاقتصاد السوداني.

#### أنواع البضائع
يوجد أنواع مختلفة من البضائع الواردة من كل أنحاء العالم، وظهرت المحلات المتخصصة في أنواع معينة من البضائع واشتهرت بها مثل محلات بيع الثياب النسائية الفاخرة المستوردة من انجلترا وسويسرا ومحلات الأحذية المستوردة من ايطاليا وتركيا، كما توجد محلات متخصصة في العطور التي تدخل في تركيبة العطر السوداني المميز (الخُمره) والتي تستورد من منطقة وسط وشرق آسيا بالإضافة إلى العطور العالمية·
كما يوجد بالسوق ركن للمفروشات والستائر والأواني المنزلية، وتحولت محلات التفصيل إلى مشاغل حديثة لتطريز الثياب السودانية واشتهر الصناع المهرة في السوق بتفصيل ملابس العرسان والجلاليب الرجالية والأزياء الشعبية الأخرى، وتحولت دكاكين بيع الذهب إلى معارض للمجوهرات المستوردة من الهند ·